# Murray G. Hall

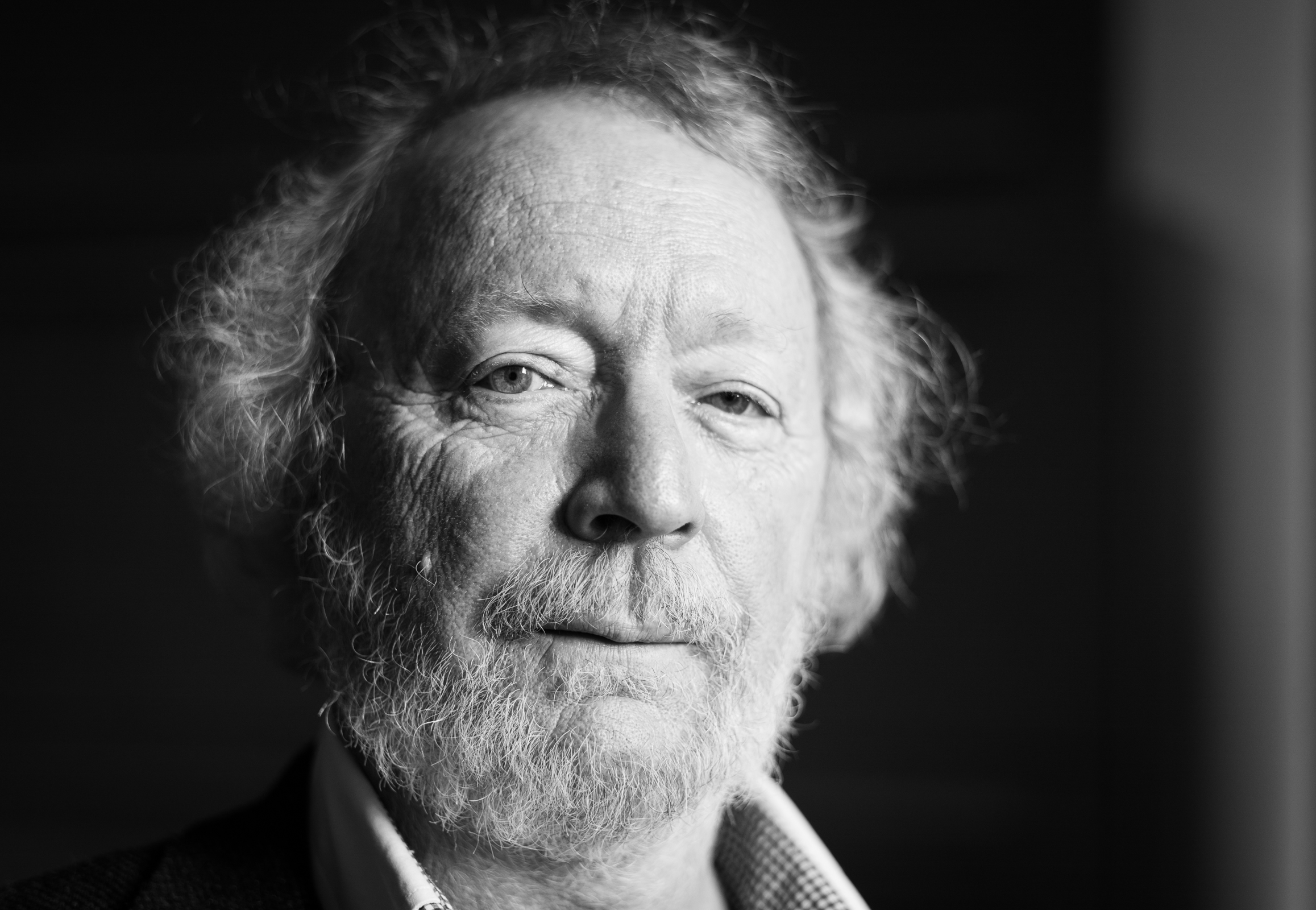
Murray G. Hall (Prag, 2014)

Murray Gordon Hall (* 25. Mai 1947 in Winnipeg, Manitoba; † 4. September 2023 in Wien) war ein Germanist und außerordentlicher Professor für Neuere Deutsche Literatur an der Universität Wien.

## Leben
Murray G. Hall studierte ab 1972 Germanistik an der Universität Wien. 1975 promovierte er mit einer Dissertation zum Thema Tier und Tiermotivik im Prosawerk Robert Musils. Im Sommer 1974 hatte er zu den Organisatoren einer großen Robert-Musil-Festausstellung in der Österreichischen Nationalbibliothek gehört und wurde Vorstandsmitglied der „Internationalen Robert-Musil-Gesellschaft“. Außerdem beschäftigte er sich intensiv mit der österreichischen Verlagsgeschichte. Seine zweibändige Abhandlung zu diesem Thema (1985) gilt als Standardwerk. 1987 habilitierte sich Hall und führte seitdem zahlreiche Vorlesungen und Seminare am Germanistischen Institut der Universität Wien durch.
Ab Mai 1977 (ab Juli 1995 als Angestellter) arbeitete Murray G. Hall als Redakteur beim ORF, Radio Österreich International. Er verließ den Sender Ende Mai 2009.
Hall galt als Doyen der österreichischen Buch-, Verlags- und Provenienzforschung. Er war Herausgeber des Katalogs zur Ausstellung „Geraubte Bücher“. 1998 gründete er gemeinsam mit Peter R. Frank die „Gesellschaft für Buchforschung in Österreich“. Von 2002 bis 2022 war er Präsident der Gesellschaft, von 2000 an auch Mitherausgeber der dortigen Schriftenreihe „Buchforschung. Beiträge zum Buchwesen in Österreich“.
Im Sommersemester 2009 und 2010 lehrte Hall als Gastprofessor an der Ludwig-Maximilians-Universität München. Im Sommersemester 2011 lehrte er an der Alpen-Adria-Universität in Klagenfurt, im Sommersemester 2012 an der Universität Salzburg sowie wieder an der Universität Klagenfurt.
Hall war wissenschaftlicher Beirat in der „Österreichischen Gesellschaft für Kinder- und Jugendliteraturforschung“ (ÖG-KJLF).
Murray Hall verstarb nach kurzer Krankheit am 4. September 2023 in Wien.

## Auszeichnungen
- 1984: Kardinal-Innitzer-Förderungspreis für Geisteswissenschaften
- 2002: Goldenes Ehrenzeichen für Verdienste um das Land Wien[4]
- 2007: Preis des Vereins Buchkultur e. V. für herausragende Leistungen zur Buchkultur, gemeinsam mit dem Autorenteam (Christina Köstner, Margot Werner) für den Katalog „Geraubte Bücher“ (2004).
- 2013: „Patron of Honour“ des Verbands der Antiquare Österreichs[5]
- 2018: Preis der Stadt Wien für Publizistik

## Werke (Auswahl)
Monographien
- Der Fall Bettauer. Löcker Verlag, Wien 1978, ISBN 3-85409-002-1.
- mit Franz Kadrnoska, Friedrich Kornauth, Wendelin Schmidt-Dengler: Die Muskete. Kultur- und Sozialgeschichte im Spiegel einer satirisch-humoristischen Zeitschrift, 1905−1941. Edition Tusch, Wien 1983, ISBN 3-85063-137-0.
- Österreichische Verlagsgeschichte 1918–1938. Band 1: Geschichte des österreichischen Verlagswesens. Böhlau, Wien/Köln/Graz 1985, ISBN 3-205-07258-8, (= Literatur und Leben. Neue Folge. 28/I; online auf murrayhall.com).
- Österreichische Verlagsgeschichte 1918–1938. Band 2: Belletristische Verlage der Ersten Republik. Böhlau, Wien/Köln/Graz 1985, ISBN 3-412-05585-9, (= Literatur und Leben. Neue Folge. 28/II; online auf murrayhall.com).
- mit Gerhard Renner: Handbuch der Nachlässe und Sammlungen österreichischer Autoren (= Literatur in der Geschichte, Geschichte in der Literatur. Band 23). Böhlau, Wien/Köln/Weimar 1992, ISBN 3-205-05528-4.
- Der Paul-Zsolnay-Verlag: von der Gründung bis zur Rückkehr aus dem Exil (= Studien und Texte zur Sozialgeschichte der Literatur. Band 45). Niemeyer Verlag, Tübingen 1994, ISBN 3-484-35045-8.
- mit Herbert Ohrlinger: Der Paul Zsolnay Verlag 1924–1999. Dokumente und Zeugnisse. Paul Zsolnay Verlag, Wien 1999, ISBN 3-552-04948-7.
- (Hrsg.), Carl Junker: Zum Buchwesen in Österreich: gesammelte Schriften (1896–1927) (= Buchforschung. Band 2). Edition Praesens, Wien 2001, ISBN 3-7069-0058-0.
- (Hrsg.): Geraubte Bücher. Die Österreichische Nationalbibliothek stellt sich ihrer NS-Vergangenheit. Ausstellung vom 10. Dezember 2004 bis 23. Januar 2005. Österreichische Nationalbibliothek, Wien 2004, ISBN 3-01-000035-9.
- mit Christina Köstner: „... allerlei für die Nationalbibliothek zu ergattern...“: Eine österreichische Institution in der NS-Zeit. Böhlau Verlag, Wien 2006, ISBN 978-3-205-77504-1.
- Der Volk und Reich Verlag, Prag: zur Geschichte des Buchhandels und Verlagswesens im Protektorat Böhmen und Mähren 1939-1945. Praesens Verlag, Wien 2021, ISBN 978-3-7069-1131-3
- (zus. mit Georg Renöckl): „Welt in Wien“. Der Paul Zsolnay Verlag 1924 bis 2024. Zsolnay Verlag, Wien 2024, ISBN 978-3-552-07393-7.[7]

Weitere ausgewählte Publikationen:
- Zur Geschichte des Buchhandels in den Böhmischen Ländern im 19. und 20. Jahrhundert. In: Mitteilungen der Gesellschaft für Buchforschung in Österreich. Nr. 1, 2015, S. 7–21.
- Die Militarisierung der Jugendliteratur 1933–1945. In: Susanne Blumesberger, Jörg Thunecke (Hrsg.): Deutschsprachige Kinder- und Jugendliteratur während der Zwischenkriegszeit und im Exil. Schwerpunkt Österreich. Peter Lang Edition, Frankfurt am Main 2017, S. 99–113.